# Juniville

Juniville este o comună în departamentul Ardennes din nordul Franței. În 1 ianuarie 2022 avea o populație de 1.232 de locuitori.